# Giovanni Conti (cardenal)
Giovanni Conti   (Roma, 1414 - Roma, 20 d'octubre de 1493) fou un cardenal i arquebisbe italià.

## Biografia
Pertanyia a la família noble dels Conti, senyors de Poli, que van donar a l'Església Catòlica quatre papes i nombrosos cardenals.
Poc se sap de la seva vida abans del seu nomenament episcopal. El 26 de gener de 1455 va ser elegit arquebisbe de Conza, càrrec que va ocupar fins a l'1 d'octubre de 1484.
El papa Sixt IV, en el consistori del 15 de novembre de 1483, el va crear cardenal prevere, assignant-li el títol de Santi Nereo e Achilleo. El 1485 va ser assignat in commendam el diaconat de Sant'Adriano al Foro, que va ocupar fins al 9 de març de 1489, quan també va optar pel títol de Santi Vitale, Valeria, Gervasio e Protasio.
Va participar en el conclave de 1484 que va escollir el papa Innocenci VIII, i en el conclave de 1492 va triar escollir el papa Alexandre VI.
Va morir d'una epidèmia i va ser enterrat a l'església romana de Santa Maria in Aracoeli.